# Chris Connelly
Chris Connelly, född 10 november 1964 i Edinburgh, Skottland, är en musiker som blev känd för sitt arbete inom industrial-genren under sena 1980-talet och tidiga 1990-talet, speciellt hans samarbete med Ministry-gänget. Han har efter detta etablerat sig som en talangfull sångare/låtskrivare inom alternativmusiken. Hans sångstil brukar jämföras med Scott Walker eller David Bowie.

## Bandsamarbeten
- Acid Horse
- The Bells
- Catherine
- Chainsuck
- The Damage Manual
- Die Warzau
- Everyoned
- F/i
- Final Cut
- Fini Tribe
- KMFDM
- The Love Interest
- Ministry
- Murder, Inc.
- Pigface
- PTP
- Revolting Cocks
- VooDou
- Whitehouse

## Diskografi
Soloalbum
- Whiplash Boychild (1991)
- Phenobarb Bambalam (1992)
- Shipwreck (1994)
- Songs for Swinging Junkies (med William Tucker) (1994)
- Largo with Bill Rieflin (2001)
- Private Education (2002)
- Initials C.C. (en samling med rariteter och Connellys personliga favoriter) (2002)
- Night of Your Life (2004)
- The Episodes (2007)
- Forgiveness & Exile (2008)
- Pentland Firth Howl (2009)
- How This Ends (2010)
- Artificial Madness (2011)[9]
- Day of Knowledge (2012)
- Decibels From Heart (2015)
- Art + Gender (2017)
- The Tide stripped Bare (2018)